# 섭한
〈섭한〉(중국어 간체자: 叶限, 정체자: 葉限, 병음: Yè Xiàn 예샨[*])은 당나라의 단성식(段成式)이 엮은 설화집 《유양잡조》에 실린 이야기이다. 문자로 기록된 가장 오래된 신데렐라형 설화로 알려져 있다. 1911년에 일본의 민족학자 미나카타 구마구스(일본어: 南方熊楠)가 이 이야기가 신데렐라형 설화임을 최초로 언급하였다.

## 등장인물
섭한(葉限)은 이야기의 주인공으로, 계모에게 구박을 받았으나 물고기 뼈의 도움으로 끝내 타한의 왕과 결혼하였다. 섭한은 계모가 시키는 일을 모두 따른다는 점에서 수동적 모습을 지니고 있다. 그러나 섭한은 물고기를 잘 돌본 결과 물고기 뼈라는 보상을 얻고, 스스로의 의지로 마을 축제로 향하며, 집으로 돌아와서는 기지를 부려 계모의 의심을 피한다는 점에서 능동적 인물이다. 섭한의 금신발은 매우 작다는 점에서, 중국에서 작은 발을 미인의 조건으로 본 것과 관련되는 듯하다. 아울러 아동심리학자 브루노 베텔하임(Bruno Bettelheim)의 관점에서, 금신발은 섭한에게만 딱 맞았다는 점에서 여성의 성기를 상징하기도 한다. 아버지가 성씨가 있지만 섭한은 성 없이 이름으로만 불린다는 점에서, 아버지로부터 물려받는 사회적 지위가 없음을 암시한다.
오동(吳洞)은 섭한의 아버지로, 마을의 권력자였으며, 아내가 둘이었는데 섭한의 친모가 먼저 죽은 뒤 자신도 죽었다. 딸을 사랑하는 아버지의 존재는 서사 안에서 맨 처음에만 등장한 뒤 나타나지 않아 은폐된다. 베텔하임에 따르면 많은 공주 이야기에서 아버지는 딸을 사랑하지만, 딸을 구하려 하지는 않는 존재이다.
친모는 오동의 첫째 부인으로, 섭한을 남기고 일찍 죽었다.
계모는 오동의 둘째 부인으로, 섭한의 친모와 오동이 죽은 뒤 섭한을 구박하였으나 벌을 받았다. 계모는 섭한에게 여러 가사노동을 부과한다는 점에서 섭한을 전통 사회에서 검증된 존재로 만들도록 돕는 존재이다.
물고기는 섭한이 우연히 잡은 것으로, 계모가 잡아먹지만 그 뼈는 무슨 소원이든 들어 주었다. 물고기 뼈가 섭한에게 비단옷과 신발을 주고, 그 신발로 하여금 왕과 결혼하게 한다는 점에서 물고기는 서사 안에서 조력자의 역할을 한다. 물이 죽음이나 망자를 상징한다는 점을 고려하면, 물고기는 산 자의 세계와 망자의 세계를 연결하는 존재이자 섭한의 친모를 암시하는 존재이다. 죽은 친모가 동물로 나타나는 것은 토테미즘적 성격도 지녔다. 다 먹은 물고기의 뼈를 소중하게 다루는 것에는 뼈를 허투루 다루면 물고기의 왕이 더는 인간에게 보상을 증여하지 않으니 조심하라는 수렵 시대의 보편적인 윤리 의식도 반영되어 있다.
타한(陀汗)의 왕은 섭한을 왕비로 들였는데, 잔혹하고 탐욕스럽다. 왕은 서사 안에서 은폐된 아버지의 대체물의 역할을 하며, 섭한과 왕의 결혼은 오이디푸스 콤플렉스 모티프를 은폐한다. 왕은 섭한을 사랑해서가 아니라, 섭한이 털처럼 가볍고 소리가 없다는 점에서 신성한 신발의 주인이며 보물을 가져다 주는 물고기 뼈가 탐나서 결혼하였다는 점에서 둘의 결합에는 로맨스가 없다. 신발이 여성의 성기를 상징하며 죽은 친모를 암시하는 물고기의 유산이라는 점을 고려하면, 이 결합은 섭한이 능력을 인정받고 남편의 영역으로 입사(入社)하는 통과 의례로도 해석될 수 있다.

## 줄거리
진나라와 한나라보다 더 예전에, 동주(洞主)를 맡아 오동(吳洞)이라 불린 남자가 살았다. 그는 아내가 둘이었는데, 한 아내가 섭한(葉限)이라는 딸을 남기고 먼저 죽었다. 오동은 지혜로운 딸을 사랑하였지만, 그 해에 오동마저 죽어 버리자 섭한은 계모에게 구박을 받았다. 계모는 섭한에게 땔나무를 해 오고 물을 길어 오게 시켰다.
어느 날 섭한은 진기한 물고기를 잡아 그릇에 넣어 몰래 길렀다. 물고기가 계속 자라 그릇에서 기를 수 없게 되자, 섭한은 먹다 남긴 음식으로 연못에서 물고기를 길렀다. 물고기는 섭한이 먹이를 주러 올 때마다 머리를 내밀었으나, 다른 사람이 올 때는 그러지 않았다. 계모는 섭한의 해진 옷을 갈아입히고는, 섭한에게 수백 리나 떨어진 샘에서 물을 길어 오게 시켰다. 그 틈을 타 계모는 딸의 옷을 입고 물고기를 잡아먹은 뒤 뼈를 묻어 버렸다.
다음날 섭한이 연못에 갔는데도 물고기가 보이지 않자 목놓아 울었는데, 홀연히 머리를 산발하고 거친 옷을 입은 자가 하늘에서 내려왔다. 그 자는 계모가 물고기를 죽여 두엄더미에 묻었으니, 뼈를 가져다 두고 빌면 그대로 들어 준다고 말하였다. 섭한이 그 말대로 따르자 금과 구슬과 옷과 음식이 바라는 대로 갖추어졌다.
마을 축제 때 계모는 섭한에게 마당의 과일나무를 지키게 시켰다. 섭한이 계모가 멀리 간 것을 엿보고는, 비취색 비단옷과 금신발 차림으로 축제에 갔다. 계모의 친딸이 이를 알아채고는 어머니에게 고하였고, 계모도 의심하였다. 섭한이 이를 깨닫고 재빨리 돌아오다가, 그만 신발 한 짝을 남기고 와 버렸다. 계모가 집에 돌아와 보니 섭한이 마당의 나무를 안고 자고 있어 더 생각하지 않았다.
마을 근처 바다에 있는 많은 섬 중 타한(陀汗)이라는 나라가 있었는데, 병사들이 강하여 섬 수십 개와 바다 수천 리를 다스렸다. 마을 사람이 섭한의 신발을 주워 타한에 팔아 그곳 왕이 가졌는데, 주변 사람이나 온 나라의 여자들이 아무도 맞지 않았다. 신발은 털처럼 가볍고 소리가 없었다. 왕은 그 사람이 이치에 어긋나는 방법으로 신발을 얻었다고 의심하고는, 가두어다 고문하였지만 답을 얻지 못하였다. 이에 집집마다 신발의 주인을 찾아 다녔다.
마침내 신발이 맞는 여인을 찾아 잡아 오니 섭한이었다. 섭한이 비취색 비단옷과 금신발 차림으로 나서니 하늘에서 온 사람 같았다. 섭한이 모든 전모를 왕에게 고하자 왕은 물고기 뼈와 섭한을 타한으로 데려갔다. 계모와 친딸은 돌을 맞아 죽었고, 마을 사람들은 슬퍼하며 돌무덤을 만들고 오녀총(懊女冢)이라고 불렀다. 왕은 섭한을 부인으로 삼고, 일 년 동안 물고기 뼈에 빌어 원하는 대로 재물을 얻었다. 그 뒤로는 뼈가 소원을 들어 주지 않자, 왕은 물고기를 구슬과 함께 바닷가에 장사 지내고 금으로 둘렀다. 어느 날 병사가 반역을 일으켜 그 재물을 군대에 주려고 하였는데, 뼈가 저녁 사이에 모두 사라져 버렸다.

## 전승
《유양잡조》에 실린 섭한 이야기는 문자로 기록된 가장 오래된 신데렐라형 이야기로 알려져 있는데, 섭한의 아버지의 칭호 ‘동’(洞)으로부터 이 이야기가 둥족(侗族)의 것이라고 생각하기도 하고, ‘동’이 당나라 기미주(羈縻州)의 행정조직을 부르는 이름이었다는 점에서 좡족의 것이라고 생각하기도 한다. 《유양잡조》에는 이 이야기를 옹주(邕州, 지금의 광시 좡족 자치구) 사람인 이사원(李士元)이 말해 주었다는 단성식의 언급이 있는데, 옹주가 바다와 가까운 지역임을 고려하면 조력자로 물고기가 등장하는 것은 지역적 영향일 수 있다. 베트남의 신데렐라형 설화에서도 물고기가 재물을 얻게 하는데, 그 사이에 상호텍스트적 관계가 있을 수 있다.
이와 유사한 줄거리의 설화가 중국 각지에서 구술로 전승되고 있다. 2013년 조사에 따르면 광시 좡족 자치구, 광둥성, 간쑤성, 쓰촨성, 구이저우성, 윈난성, 후베이성, 하이난성, 지린성, 랴오닝성, 헤이룽장성, 신장 위구르 자치구, 칭하이성, 내몽골 자치구 등 열네 곳의 행정구역에서 발견되었다. 민족별 구성을 보면, 좡족(壯族), 이족(彝族), 조선족 등 중국 남부나 동북부의 소수민족에게서 많이 발견되었으며, 한족이 우세한 지역에서는 거의 발견되지 않았다. 물고기 대신 소가 주인공을 돕는 이본이 많다.
가장 많은 이본에서 안정적으로 나타나는 줄거리를 정리하면 다음과 같다.
1. 친모가 친딸을 두고 죽고, 친부는 재혼해서 딸을 낳는다.
2. 계모가 주인공에게 소 돌보기, 길쌈하기 등 노동을 부과한다.
3. 친모가 소로 변신하여 길쌈하기를 대신 수행한다.
4. 계모가 소를 죽이고, 주인공은 소를 묻고 장사 지낸다.
5. 계모가 자신의 딸과 축제에 가고, 주인공에게 물 긷기, 곡식 고르기 등 노동을 부과한다.
6. 새가 노동을 해결하는 법을 알려준다.
7. 주인공이 죽은 소에서 축제에서 입을 옷, 신발, 장신구를 얻는다.
8. 주인공이 축제에서 신발을 잃고, 남편 될 자가 신발을 얻는다.
9. 주인공이 신발 시험을 통과하고 혼인한다.
10. 주인공이 친정에 갔다가 계모가 우물에 빠뜨려 죽인다.
11. 계모의 딸이 주인공을 행세하며 부부로 산다.
12. 주인공이 새, 나무, 목제품 등으로 환생한 뒤 사람으로 환생한다.
13. 주인공이 남편과 재회하고, 계모와 그의 딸은 죽는다.

## 같이 보기
- 콩쥐팥쥐전

## 참고 문헌
- Bettelheim, Bruno (1998) [1976]. 《옛이야기의 매력》. 번역 김옥순; 주옥. 서울: 시공주니어. ISBN 8972596558.
- 나카자와, 신이치 (2003) [2001]. 《신화, 인류 최고의 철학》. 번역 김옥희. 서울: 동아시아. ISBN 898816525X.
- 김혜정 (2013). 《한·중 신데렐라 유형 설화 비교 연구》 (박사학위논문). 경기대학교 대학원. 2020년 11월 30일에 확인함.
- 김평; 류은영 (2016). “신데렐라 서사, 오이디푸스 콤플렉스에서 신데렐라 콤플렉스까지”. 《프랑스학연구》 (프랑스학회) (75): 87-115. 2020년 11월 30일에 확인함.
- 김준연 (2018). 《상호 텍스트성을 활용한 <신데렐라> 유형 설화의 교육 방안》 (석사학위논문). 충남대학교 대학원. 2020년 11월 30일에 확인함.